# Markus Haris Maulana
Markus Horison Rihihina Haris Maulana (Pangkalan Brandan, 14 marzo 1981) è un calciatore indonesiano, portiere del PSMS Medan.

## Carriera

### Club
Comincia a giocare al Persiraja Banda Aceh. Nel 2004 passa al PSMS Medan. Nel 2008 si trasferisce al Persik Kediri. Nell'estate del 2009 viene acquistato dall'Arema Malang. Nel gennaio del 2010 passa al Persib. Nel 2011 si trasferisce al PSMS Medan. Nel 2013 passa al Persifafon. Nel 2014 si trasferisce al PSM Makassar. Nel 2016 viene acquistato dal PSMS Medan.

### Nazionale
Ha debuttato in nazionale il 1º giugno 2007, nell'amichevole Indonesia-Hong Kong (3-0). Ha partecipato, con la Nazionale, alla Coppa d'Asia 2007. Ha collezionato in totale, con la maglia della Nazionale, 37 presenze.